# Негода, Наталья Игоревна
Ната́лья И́горевна Него́да (род. 12 ноября 1963, Москва) — советская, российская и американская актриса театра и кино. Наибольшую известность ей принесла роль в советском фильме 1988 года «Маленькая Вера».

## Биография

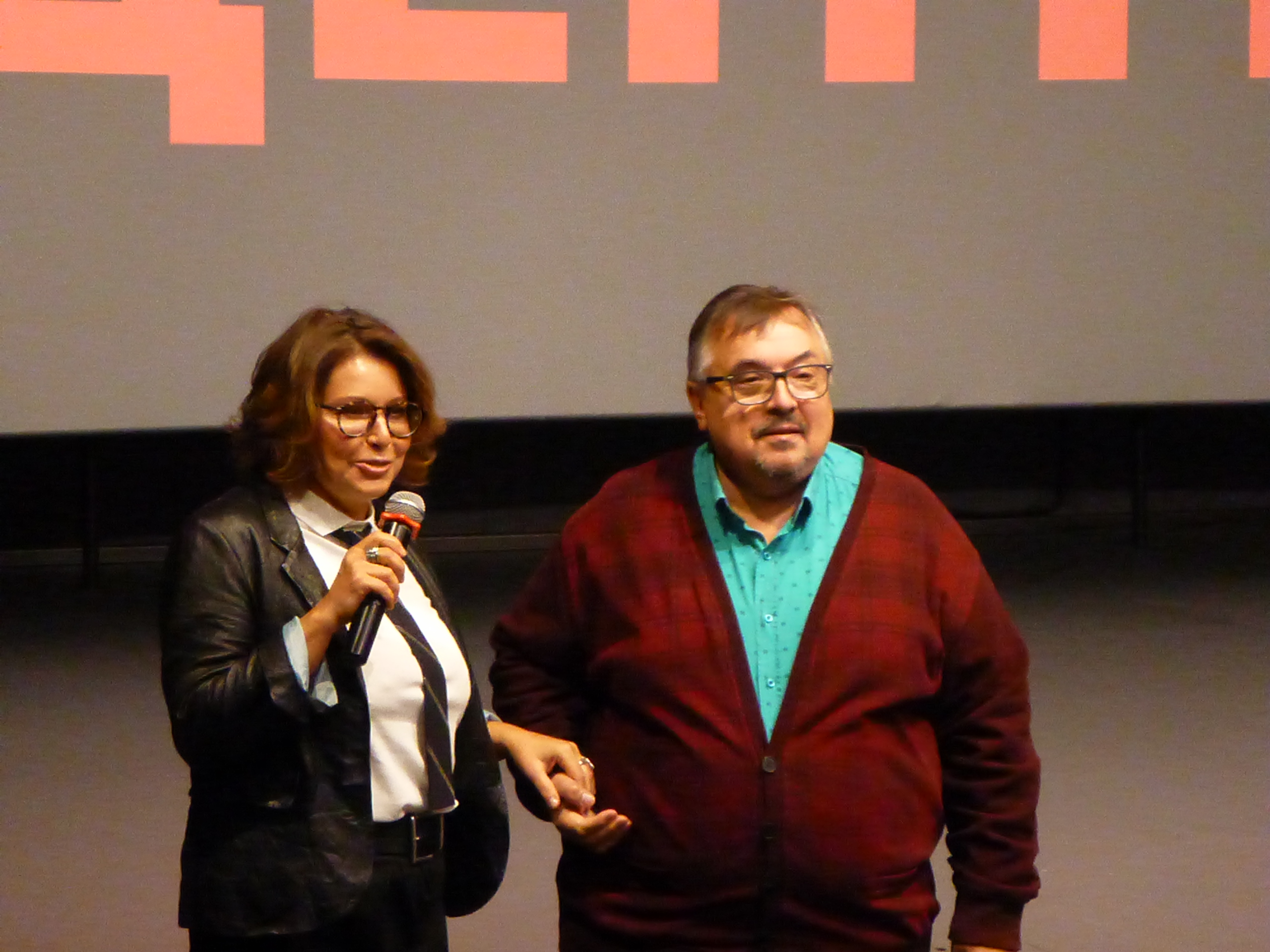
Наталья Негода и кинокритик Вячеслав Шмыров на показе «Маленькой Веры» в Ельцин-центре, 7 марта 2020 года

Актриса Наталья Игоревна Негода родилась 12 ноября 1963 года в Москве в семье режиссёра Тамары Павлюченко и актёра Московского ТЮЗа Игоря Александровича Негоды.
В 1986 году окончила Школу-студию МХАТ (курс Андрея Мягкова). С 1986 по 1988 год играла в московском ТЮЗе.
В 1987 году дебютировала в кино в фильме Юрия Кары «Завтра была война» в роли девятиклассницы Зины.
В 1988 году Наталья Негода снялась в фильме 27-летнего режиссёра Василия Пичула «Маленькая Вера». В экранизации представлена эротическая сцена, сделавшая Наталью знаменитой. Фильм стал одним из самых ярких событий в кино конца 1980-х. По опросу журнала «Советский экран» Наталья Негода была признана лучшей актрисой 1988 года. Также была награждена Премией киноакадемии «Ника» как лучшей актрисе 1988 года, призом за лучшую женскую роль на Международном кинофестивале 1990 года в Боготе, первым призом лучшей актрисе на Международном кинофестивале 1989 года в Женеве.
Фильм получил множество наград на международных фестивалях: Гран-при «Золотой Хьюго» за лучший фильм на Чикагском кинофестивале 1988 года, Большой специальный приз жюри Монреальского кинофестиваля 1988 года, премию ФИПРЕССИ Венецианского кинофестиваля 1988 года, приз «Голубой берег» Международного кинофестиваля 1989 года в Трое, Гран-при за лучший полнометражный фильм на Международном кинофестивале 1989 года в Анже и др.
После выхода фильма актриса стала секс-символом. В 1989 году Наталья участвовала в фотосессии для американского журнала Playboy, став первой советской моделью этого эротического издания.
В 2009 году снялась в картине режиссёра Алексея Мизгирёва «Бубен, барабан» в роли 45-летней библиотекарши из маленького провинциального города, за которую получила премию «Золотой орёл» за лучшую женскую роль и премию «Белый слон» Гильдии киноведов и кинокритиков России.

## Личная жизнь
В начале 1990-х Наталья Негода уехала в США, была замужем за русским эмигрантом. В США снялась в четырёх фильмах. В 2007 вернулась в Россию, живёт в Москве. Детей нет.
Выступала за освобождение из заключения Светланы Бахминой и участниц группы «Pussy Riot».

## Роли в кино
| Год  |   | Название                                                            | Роль                   |
| ---- | - | ------------------------------------------------------------------- | ---------------------- |
| 1985 | ф | Этот фантастический мир (11 выпуск «Случай с полковником Дарвином») | секретарша             |
| 1987 | ф | Завтра была война                                                   | Зина Коваленко         |
| 1988 | ф | Автопортрет неизвестного                                            | Вера                   |
| 1988 | ф | Маленькая Вера                                                      | Вера                   |
| 1989 | ф | В городе Сочи тёмные ночи                                           | Елена Игоревна Фомкина |
| 1991 | ф | Назад в СССР                                                        | Лена                   |
| 1992 | ф | Летние товарищи (англ. «The Comrades of Summer»)                    | Таня Белова            |
| 1993 | с | Закон и порядок (англ. «Law & Order»)                               | Ирина Купер            |
| 1996 | ф | Каждая минута — прощание (англ. — «Every Minute Is Goodbye»)        | Надя Кристин           |
| 2009 | ф | Бубен, барабан                                                      | Екатерина Артёмовна    |
| 2018 | ф | Ван Гоги                                                            | Таня                   |

Участие в документальных фильмах
- 2003 — «Звучная фамилия Негода, или „Маленькая Вера“ 15 лет спустя», реж. Б. Берман, И. Жандарёв
- 2008 — «Легенда „Маленькой Веры“», реж. О. Массарыгин, Н. Ананьева